# Frank Pfütze
Frank Pfütze (n. 15 ianuarie 1959, Rostock, RDG – d. 20 ianuarie 1991, Berlin, Germania) a fost un înotător ce a reprezentat Germania, medaliat olimpic. A participat la 2 ediții ale Jocurilor Olimpice (1976, 1980) în care a câștigat o medalie de argint.